# Parc des expositions de Rouen
 (décembre 2018).
Si vous disposez d'ouvrages ou d'articles de référence ou si vous connaissez des sites web de qualité traitant du thème abordé ici, merci de compléter l'article en donnant les références utiles à sa vérifiabilité et en les liant à la section « Notes et références ».
Le parc des expositions de Rouen est un complexe consacré aux salons événementiels et autres activités de la même nature. Il est situé sur la commune du Grand-Quevilly, au sud de Rouen, à proximité du Zénith de Rouen.
Il se trouve sur l'emplacement de l'ancien aérodrome du Madrillet qui fut transféré en 1968 à Boos. 

## Les infrastructures
7 halls (de 700 à 6 000 m2), 2 salles de conférence et 6 salles de réunions. Le parc des expositions a été rénové en 2015.

## Événements principaux
- Les Puces rouennaises
- Maison Déco
- La Foire internationale de Rouen
- Créativa
- Auto Moto Rétro
- Salon Gourmand
- Loisirsland

## Accès
- En voiture : accès sur Autoroute A13 : sortie Rouen via l'Autoroute A139.

Le parking peut accueillir 4 200 véhicules. Ce parking est gratuit et est accessible aux véhicules légers, aux handicapés et aux cars.
- Transports en commun de Rouen : Depuis 2019, le site est le terminus de la ligne TEOR T4 qui relie le Zénith et le Parc des Expositions au Medical Training Center, dans le centre de Rouen, en réalisant des correspondances avec les autres lignes structurantes du réseau (TEOR T1, T2, T3, Métro…). Cet aménagement permet à de nombreux habitants de rallier le site facilement et rapidement, sans utiliser de voiture.

## Gestion
Le parc des expositions est géré par Rouen expo événements, une association composée de 8 organismes (Ville de Rouen, CCI Rouen Métropole, Rouen Normandie Tourisme & Congrès, Medef Métropole Rouen Normandie, Concentration des Comités Commerciaux de Rouen -3CR-, Chambre Intersyndicale du Commerce de Rouen et la Région, Fédération des Comités de quartiers, FNSEA 76). 